# Békesi László
Békesi László (Győr, 1942. május 31. –) magyar közgazdász, politikus, pénzügyminiszter.

## Életpályája

### Családja
Édesapja, ugyancsak Békesi László (1909–1958) jogász, pénzügyi szakértő volt Győrben, később a kispesti pénzügyi igazgatóságon, majd a Budai Járási Illetékhivatalnál. Édesanyja, Lenkey Sarolta (1915) háztartásbeli volt.
Első felesége Graczka Anikó gazdasági előadó volt. Ebből a házasságból született 1971-ben lánya, Anikó óvónő.
Békesi László második felesége 1992 óta Csehák Judit szocialista politikus.

### Tanulmányai, ifjúkora
Albertirsán kezdett atletizálni tízéves korában, első edzője Ecsedi László volt. Később távolugrásban az ifjúsági válogatott tagja is volt.
Albertirsán végezte az általános iskolát, a középiskolát pedig Cegléden, a Kossuth Lajos Gimnáziumban. Az egyetemre felvételi nélkül kellett volna bekerülnie, mivel díjazott lett magyar irodalomból az Országos középiskolai tanulmányi versenyen (OKTV). Mégse vették fel az ELTE-re, arra hivatkozva, hogy tanulásának anyagi feltételei nem biztosítottak, miután édesapja meghalt. A valódi ok az Országgyűlés honlapján megjelent, 1996-ban lezárt életrajza szerint „a család gyakorló vallásossága volt”. Családfenntartó lett, állást kapott az albertirsai és a dánszentmiklósi községi tanácsoknál mint adóvégrehajtási előadó. Később munkahelyi ajánlással felvették esti tagozatra a Pénzügyi és Számviteli Főiskola pénzügyi szakára. A főiskolát nem szerette, amíg tanára nem lett Faluvégi Lajos, akkori pénzügyminisztériumi főosztályvezető, a gazdasági reform előkészítő bizottságának tagja, akinek segítségével elkezdett a költségvetés elméletével foglalkozni. 1964-ben a Pénzügyi Szemle publikálta egy tanulmányát.
1965-ben a ceglédi járási tanács költségvetési csoportjának főelőadója, majd hamarosan vezetője lett. 1967-ben a Pest Megyei Tanácsnál kapott főkönyvelői állást Budapesten. 1968-ban belépett az MSZMP-be, ami annak a feltétele volt, hogy 1969-ben pénzügyi osztályvezetővé, 1972-ben pedig a Pest Megyei Tanács általános elnökhelyettesévé nevezzék ki. 1975-ben Budapest Főváros Tanácsának közgazdasági elnökhelyettese, a tervgazdálkodási bizottság elnöke lett.
Békesi elvégezte a Marx Károly Közgazdaság-tudományi Egyetemet is, kiegészítő pénzügyi szakon. 1971-ben egyetemi doktor, 1972-ben szakközgazdász, 1975-ben címzetes egyetemi docens. Szakterülete a főiskolai évektől a tanácsok gazdálkodása, ami később kiegészült az államháztartás, az adórendszer és a közkiadások kérdéseivel. A tanácsok pénzügyeiről 1979-ben egyetemi jegyzetet is írt. Ugyanebben az évben végzett és kandidátusi fokozatot szerzett a Politikai Főiskolán.
Jóval később, 1986-ban a Zrínyi Miklós Katonai Akadémia kétéves levelezõ tagozatát is elvégezte.

### Az első pénzügyminiszterségig
Békesi az 1960-as években Albertirsán és Dánszentmiklóson községi tanácsi pénzügyi előadó, a Ceglédi járási tanács előadója majd csoportvezetője, később a Pest megyei tanács csoportvezetője, végül pénzügyi osztályvezető-helyettese volt. 28 évesen lett a megyei tanács osztályvezetője, 30 évesen pedig már a Pest megyei tanács általános elnökhelyettese volt.
1975-ben, mindössze 33 évesen a Fővárosi Tanács elnökhelyettesévé választották. Ugyanebben az évben lett a Marx Károly Közgazdaságtudományi Egyetem címzetes egyetemi docense, majd 1981-ben címzetes egyetemi tanára. Ugyanettől az évtől az MSZMP Budapesti Bizottságának gazdaságpolitikai titkára és az MSZMP Központi Bizottsága közgazdasági munkaközösségének tagja.
1984-ben a Magyar Olimpiai Bizottság azon négy tagja közé tartozott, akik jelen voltak és nem szavazták meg a Los Angeles-i olimpia bojkottját. Békesi tartózkodott. Ennek következtében 1985-ben elvesztette párttisztségeit és pártfegyelmit is kapott, mert részt vett egy, a bojkottált olimpiáról szóló könyv szerkesztésében, amit végül bezúztak. Hetényi István pénzügyminiszter sietett a segítségére, aki Békesit a helyettesévé választotta.
1989. május 10. és 1990. május 23. közt a Németh-kormány pénzügyminisztere volt.

### A második pénzügyminiszterségig
Békesi 1989-ben alapító tagja volt az MSZMP utódpártjaként alakult MSZP-nek. A párt a negyedik helyet szerezte meg az 1990-es országgyűlési választásokon, Békesi mégis bejutott országos listájáról a parlamentbe és az MSZP parlamenti frakciója közgazdasági munkacsoportjának vezetője és szóvivője lett. A parlamenti ciklusban a költségvetési, adó- és pénzügyi állandó bizottság alelnöke és az adó albizottság elnöke volt az Országgyűlésben, 1992. júniustól, az akkor alakult európai közösségi ügyek különbizottságának a tagja is. Parlamenti felszólalásaiban, nyilatkozataiban az államháztartási reformot, a bankprivatizációt és általában is a privatizáció felgyorsítását sürgette. Ő volt az MSZP gazdaságpolitikai programja, „a Békesi-program” kidolgozója.
Az 1994-es országgyűlési választáson az MSZP országos és Pest megyei listáján is befutó helyen szerepelt, de a Cegléd központú egyéni választókerületből jutott a parlamentbe, a második fordulóban 52,64%-ot szerezve három jelölt közül.

### Második pénzügyminisztersége
Békesi lett a Horn Gyula vezette MSZP-SZDSZ kormány első pénzügyminisztere. A Horn-kormány megszorításai, amelyeket utólag inkább utódjának, Bokros Lajosnak tulajdonítanak, már Békesi minisztersége alatt, az 1994-es pótköltségvetésben és az 1995-ös költségvetésben megkezdődtek. Pénzügyminisztersége idején mondták le például az előző, MDF-vezette kormány idején részben előkészített budapesti világkiállítás megrendezését. A felduzzadó ikerdeficit - az államháztartás és a folyó fizetési mérleg hiánya - pénzügyminisztersége végére már az ország fizetőképességet kezdte veszélyeztetni.
Erőfeszítései a hiány visszaszorítására azonban ellentéteket szültek az MSZP-n és a kormányon belül. Nyilvánvalóvá vált a miniszterelnök és a pénzügyminiszter közti feszültség, Békesi hatáskörét csökkenteni igyekeztek, a privatizáció pedig a HungarHotels eladásának botrányos meghiúsulásával 1995 elejére tulajdonképpen leállt. Békesi 1995. január 29-én a párt siófoki frakcióértekezletén bejelentette lemondását, s azt Horn március 1-jei hatállyal elfogadta.
Horn és Békesi ellentéte jóval korábban kezdődött, konfliktus alakult ki köztük már akkor, amikor 1993. augusztus 27-én az MSZP egész oldalas, a választópolgároknak ígérgető hirdetést jelentetett meg a Népszabadságban. Egyes vélemények szerint Békesi programja fontos szerepet játszott abban, hogy az SZDSZ 1994-ben koalícióra lépett a szocialistákkal.

## A politikai pálya után
1998-ban kilépett az MSZP-ből. 1995 és 2001 közt meghívott vendégtanár volt a Budapesti Közgazdaságtudományi Egyetemen, 1979 és 2004 közt az ELTE-n. 1998-tól a Kieli Világgazdasági Kutató Intézetnek (Hamburg) és a Transnational Research Corporation Institute régiószakértője. 2004-ben és 2005-ben a Budapesti Gazdasági Főiskola Gazdasági Tanácsának tagja, 2006. március 1-jétől a Pénzügykutató Rt. szakértő tanácsadója.
2002. június 1. óta nyugdíjas.
A 2000-rel kezdődő évtizedben viszonylag ritkábban szerepel, de időről időre megjelenik a lapok hasábjain és az elektronikus médiában. Keményen bírálta a 2002 óta regnáló szocialista vezetésű kormányok költekező költségvetési politikáját és hiányolta a hosszútávú stabilitást biztosító reformokat. 2009-ben csatlakozott a Reformszövetség nevű civil csoportosuláshoz, amely a gazdasági világválság közepette szükségesnek látott magyarországi gazdasági intézkedésekről dolgozott ki javaslatokat.

## Véleménye politikusokról
2009 februárjában Gyurcsány Ferenc miniszterelnök akkor bejelentett kiigazító intézkedéseiről nyilatkozva az SZDSZ-hez kötődő Liberális Gazdasági Fórum egyik ülésén úgy fogalmazott, hogy „Épeszű ember ilyet nem mond. Ha valaki azt akarja, hogy hangosan röhögjön a világ, akkor kell ilyeneket mondani”.
2017 novemberében egy televíziós interjúban Szél Bernadettről úgy nyilatkozott, hogy nem lesz komoly ellenfele Orbán Viktornak, aki minden bizonnyal győzni fog a 2018-as választásokon, bár tevékenysége súlyos, hosszú időre kiható károkat okoz az országnak. Orbán Viktornak azt a kijelentését, hogy kormánya Isten kegyelméből kormányoz, hívő emberként blaszfémiának értékelte, és hangsúlyozta, hogy a kormány tevékenysége szögesen ellentétes a keresztény elvekkel.

## Tudományos fokozatai
- 1971 - A Marx Károly Közgazdaságtudományi Egyetem (MKKE) egyetemi doktora, summa cum laude, disszertáció: A tanácsok, mint önkormányzatok gazdasági, pénzügyi önállósága
- 1979 - A közgazdaságtudományok kandidátusa az MTA-n (A társadalmi közös fogyasztás területi aspektusai)
- 1979 - Címzetes egyetemi docens, MKKE
- 1981 - Címzetes egyetemi tanár, MKKE

## Civil pozíciói
- A Magyar Közgazdasági Társaság tagja, 1970-től.
- 1981-1989 - A Magyar Atlétikai Szövetség elnöke, a Magyar Olimpiai Bizottság elnökségi tagja.
- Szerkesztő bizottsági tag: Pénzügyi Szemle (1973–), Pénzügy Közlöny, Napi Gazdaság (1995–).
- A Budapesti Magisztrátus tagja (1991).
- A közgazdász-hallgatók nemzetközi szervezete (AIESEC) nemzeti tanácsadó testületének elnöke (1995–2001).

## Üzleti megbízatásai
- 1990 és 1994 közt:
  - A Girozentrale Befektetési Rt. tanácsadó testületének elnöke.
  - Az Europartners Befektetési és Tanácsadó Kft. felügyelő bizottsági tagja.
- A HTD Nyomdaipari és Adatfeldolgozó Kft felügyelő bizottsági tagja.
- A Fotex igazgatóságának tagja (1990-1994, 2006. július 1. –).
- Az ABN AMRO corporate finance tanácsadója (1995–2001).

## Díjai
- A Munka Érdemrend különböző fokozatai (1970, 1980)
- A Pénzügyminisztérium Lengyel Gyula-emlékérme (1981)
- Heller Farkas-díj
- A Magyar Köztársasági Érdemrend középkeresztje a csillaggal (2002)
- A Magyar Közgazdasági Társaság Kautz Gyula-díja (2012)

## Művei
- A tanácsi gazdaság, a tanácsok pénzügyei; Tankönyvkiadó, Bp., 1978
- Kényszerpályák és lehetőségek. Gazdasági átalakulás Magyarországon; Belvárosi Szabadegyetem Egyesület, Bp., 1996 (Belvárosi Szabadegyetem füzetek)
- Pénzügyminiszterek reggelire. Rádai Eszter beszélget Békesi Lászlóval, Bokros Lajossal, Kupa Mihállyal, Medgyessy Péterrel, Rabár Ferenccel, Szabó Ivánnal; Helikon–Beszélő, Bp., 2001
- Csehák Judit–Békesi László: Ezt jól kifőztük! Hagyományosan és újszerűen; Népszabadság Könyvek, Bp., 2008

## Érdekesség
- Feleségével, Csehák Judittal közösen Ezt jól kifőztük! címmel szakácskönyvet adtak ki.